# Renato Gojković
Renato Gojković (* 10. September 1995 in Tuzla) ist ein bosnischer Fußballspieler.

## Karriere

### Verein
Gojković begann seine Karriere beim FK Sloboda Tuzla. Zur Saison 2012/13 rückte er in den Kader der ersten Mannschaft des Zweitligisten, für den er 18 Mal in der Prva Liga FBiH spielte. Zur Saison 2013/14 schloss er sich dem Erstligisten NK Čelik Zenica an. Für diesen gab er im August 2013 gegen den FK Rudar Prijedor sein Debüt in der Premijer Liga. In seiner ersten Erstligaspielzeit kam er zu 19 Einsätzen. In der Saison 2014/15 absolvierte er 21 Partien.
Zur Saison 2015/16 wechselte Gojković nach Kroatien zum NK Istra 1961. In der Saison 2015/16 absolvierte er 18 Spiele für Istra in der 1. HNL. In der Saison 2016/17 spielte er 19 Mal. Nach weiteren zwölf Einsätzen in der Hinrunde 2017/18 wechselte der Innenverteidiger im Januar 2018 nach Albanien zum FK Partizani Tirana. Für Partizani kam er bis Saisonende zu 19 Einsätzen in der Kategoria Superiore. Nachdem er in der Hinrunde 2018/19 nur viermal zum Einsatz gekommen war, kehrte er im Januar 2019 in seine Heimat zurück und schloss sich dem HŠK Zrinjski Mostar an. Für Mostar spielte er bis Saisonende sechsmal im bosnischen Oberhaus. In der Saison 2019/20 absolvierte er bis zum COVID-bedingten Saisonabbruch 13 Partien in der Premijer Liga.
Im September 2020 wechselte Gojković nach Russland zum Zweitligisten FK Orenburg. In der Saison 2020/21 absolvierte er 19 Partien in der Perwenstwo FNL. In der Saison 2021/22 spielte er 28 Mal in der FNL, mit Orenburg stieg er zu Saisonende in die Premjer-Liga auf. Im Oberhaus kam er anschließend in zwei Jahren zu 39 Einsätzen.
Im September 2024 wechselte Gojković nach vier Jahren in Orenburg nach Israel zu Maccabi Petach Tikwa.

### Nationalmannschaft
Gojković spielte zwischen 2013 und 2015 für bosnische Jugendnationalteams, unter anderem kam er zweimal in der U-21-Mannschaft zum Zug.